# Celeste (Uruguay)
Celeste ist eine Ortschaft in Uruguay.

## Geographie
Sie befindet sich auf dem Gebiet des Departamento Salto in dessen 4. Sektor. Celeste liegt südöstlich von Rincón de Valentín und südlich von Biassini. Westlich des Ortes entspringt der Manantiales, ein rechtsseitiger Nebenfluss des Arroyo Valentín Grande, während nördlich der del Blanquillo und der del Lavadero ihren Ursprung haben.

## Einwohner
Die Einwohnerzahl Celestes beträgt 83 (Stand: 2011), davon 44 männliche und 39 weibliche.
| Jahr | Einwohner |
| ---- | --------- |
| 1963 | 73        |
| 1975 | 50        |
| 1985 | 36        |
| 1996 | 56        |
| 2004 | 83        |
| 2011 | 83        |

Quelle: Instituto Nacional de Estadística de Uruguay